# Cox Enterprises
Cox Enterprises, Inc. er et amerikansk konglomerat, der er ejet af Cox-familien og har hovedkvarter i Atlanta, Georgia. De driver virksomhed indenfor medier, telekommunikation og bilindustri. Deres primære datterselskaber er Cox Media Group, Cox Communications og Cox Automotive. Væsentlige brands inkluderer AutoTrader, Kelley Blue Book, Manheim Auctions og flere. De har 50.000 ansatte (2020).
Virksomheden blev etableret i Dayton, Ohio af James M. Cox, som købte Dayton Daily News i 1898.